# بوتيس
بلدية بوتيس (بالإسبانية: Potes)‏، هي إحدى بلديات منطقة كانتابريا, المصنفة على أنها مقاطعة أيضاً، في شمال إسبانيا.
يبلغ عدد سكانها 1.590 نسمة وفقاً لإحصائية سنة (2002).

## أعلام
- ألفارو غونزاليز سوبيرون